# باربرا هاريس (ممثلة)
باربرا هاريس (بالإنجليزية: Barbara Harris) (و. 1935 – م) هي ممثلة، ومغنية، وممثلة مسرحية، وممثلة تلفزيونية، من الولايات المتحدة الأمريكية، ولدت في إيفانستون ، إلينوي.

## جوائز وترشيحات
حصلت على جوائز منها:
- جائزة توني عن فئة أفضل ممثلة في مسرحية موسيقية [الإنجليزية]‏ (1967)
- جائزة المسرح العالمي (1962).[5]

ترشحت لـ:
- جائزة الأوسكار لأفضل ممثلة مساعدة، عن عمل: من هاري كلرمان ولم يقول كل تلك الأشياء الرهيبة عني؟ (1971)
- جائزة توني عن فئة أفضل ممثلة في مسرحية موسيقية [الإنجليزية]‏ (1966).

## وصلات خارجية
- باربرا هاريس على موقع IMDb (الإنجليزية)
- باربرا هاريس على موقع روتن توميتوز (الإنجليزية)
- باربرا هاريس على موقع ألو سيني (الفرنسية)
- باربرا هاريس على موقع ميوزك برينز (الإنجليزية)
- باربرا هاريس على موقع أول موفي (الإنجليزية)
- باربرا هاريس على موقع قاعدة بيانات برودواي على الإنترنت (الإنجليزية)
- باربرا هاريس على موقع قاعدة بيانات الأفلام السويدية (السويدية)
- باربرا هاريس على موقع إن إن دي بي (الإنجليزية)
- باربرا هاريس على موقع ديسكوغز (الإنجليزية)
- باربرا هاريس على موقع قاعدة بيانات الفيلم (الإنجليزية)